# Gramàtica catalana (Pompeu Fabra)

Gramàtica catalana (en français : « Grammaire catalane ») est un ouvrage de grammaire écrit par Pompeu Fabra et publié en 1918 par l'Institut d'Estudis Catalans. Cette grammaire est régulièrement rééditée jusqu'en 1933. En 1956, est publiée une nouvelle grammaire sur la base de manuscrits écrits par Pompeu Fabra avant son décès en 1948.

## Édition de 1918

### Structure de l'ouvrage
Le sommaire de l'ouvrage est le suivant :
- Introducció
- I. Article definit
- II. Substantiu
- III. Adjectiu qualificatiu
- IV. Pronom i adjectiu determinatiu
  - Pronoms personals
  - Possessius
  - Demostratius
  - Interrogatius
  - Relatius
  - Numerals i quantitatius
  - Altres adjectius
  - Altres pronoms
- V. Verb
  - Verbs de la primera conjugació
  - Verbs de la segona conjugació
  - Verbs de la tercera conjugació
  - Temps compostos
  - Temps dits perifràstics
  - Observacions sobre l'ús d'alguns temps
  - Combinacions del verb amb els pronoms febles
- VI. Adverbi
- VII. Preposició
- VIII. Conjunció

### Éditions
- (ca) Pompeu Fabra, Gramàtica catalana, Barcelone, Institut d'Estudis Catalans, coll. « Publicacions de l'Institut de la Llengua Catalana », 1918, 1re éd., 140 p.
- (ca) Pompeu Fabra, Gramàtica catalana, Barcelone, Institut d'Estudis Catalans, coll. « Biblioteca filològica », 1919, 2e éd. (1re éd. 1918), 140 p. — Édition identique à la 1re édition
- (ca) Pompeu Fabra, Gramàtica catalana, Barcelone, Institut d'Estudis Catalans, coll. « Biblioteca filològica », 1922, 3e éd. (1re éd. 1918), 140 p. — Édition identique à la 1re édition
- (ca) Pompeu Fabra, Gramàtica catalana, Barcelone, Institut d'Estudis Catalans, coll. « Biblioteca filològica », 1926, 4e éd. (1re éd. 1918), 140 p. — Édition identique à la 1re édition ― Texte intégral, sur books.google.fr
- (ca) Pompeu Fabra, Gramàtica catalana, Barcelone, Institut d'Estudis Catalans, coll. « Biblioteca filològica », 1930, 5e éd. (1re éd. 1918), 137 p. — Édition modifiée
- (ca) Pompeu Fabra, Gramàtica catalana, Barcelone, Institut d'Estudis Catalans, coll. « Biblioteca filològica », 1931, 6e éd. (1re éd. 1918), 137 p. — Édition identique à la 5e édition
- (ca) Pompeu Fabra, Gramàtica catalana, Barcelone, Institut d'Estudis Catalans, coll. « Biblioteca filològica », 1933, 7e éd. (1re éd. 1918), 137 p. — Édition identique à la 5e édition ― Texte intégral, sur ocpf.iec.cat, IEC. ― Fac-similé de 2006, sur publicacions.iec.cat, IEC.Dernière édition éditée du vivant de Fabra.

## Grammaire posthume

### Structure de l'ouvrage
Le sommaire de l'ouvrage est le suivant :
- Prefaci
- I. ORTOGRAFIA
  - Les tres regles de l'accentuació gráfica
  - Els dos accents agut i greu
  - La dièresi
  - L'accent diacritic
  - Recte ús de les lletres
  - Discrepàncies entre el català i el castellà
- II. GRUP NOMINAL
  - Formes masculines i formes femenines de l'adjectiu
  - Noms masculins I noms femenins
  - Les formes del plural
  - Article definit
  - Article indefinit
  - Adjectius pronominals
  - Numerals cardinals
  - Pronoms
  - L'anomenat article neutre
- III. VERB
  - Verbs models
  - Infinitiu
  - Gerundi
  - Indicatiu present i subjuntiu present
  - Imperatiu
  - Indicatiu imperfet
  - Subjuntiu imperfet i indicatiu perfet
  - Participi passat
  - Indicatiu futur i condicional present
  - Verbs que s'aparten dels models
- IV. COMPLEMENTS DEL VERB
  - Els pronoms febles
  - El complement-acusatiu
  - El complement-datiu
  - Altres complements d'objecte
  - Complements circumstancials
  - Preposicions
  - El terme predicatiu
  - Els adverbis
- V. GRUPS VERBALS
  - L'infinitiu
  - El gerundi
  - El participi passat
  - Proposicions subordinades i coordinades
  - Proposicions relatives
  - Proposicions interrogatives
  - Proposicions conjuncionals
  - Fets que es constaten en les subordinades i en les coordinades
- VI. DERIVACIÓ
  - Noms derivats d'altres noms
  - Noms derivats d'adjectius
  - Noms derivats de verbs
  - Adjectius derivats de noms
  - Adjectius derivats d'altres adjectius
  - Adjectius derivats de verbs
  - Verbs derivats de noms, d'adjectius i d'altres verbs
  - Adverbis
- VII. COMPOSICIÓ
  - Composts formats amb prefixos
  - Els altres composts

### Éditions
- (ca) Pompeu Fabra (préf. Joan Coromines), Gramàtica catalana, Barcelone, Editorial Teide, 1956, 159 p.Édition appelée Grammaire posthume (en catalan : Gramàtica pòstuma)Éd. 2, 1960, 179 p. - Éd. 3, 1966, 179 p. - Éd. 4, 1968, 179 p. - Éd. 5, 1969, 204 p. - Éd. 6, 1974, 204 p. - Éd. 7, 1977, 204 p. - Éd. 8, 1978, 204 p. - Éd. 9, 1979, 204 p. - Éd. 10, 1981, 204 p. - Éd. 11, 1984, 204 p. - Éd. 12, 1986, 204 p. - Éd. 13, 1988, 204 p. - Éd. 14, 1990, 204 p. - Éd. 15, 1991, 204 p. - Éd. 16, 1993, 204 p. - Éd. 17, 2002, 204 p. - Éd. 18, 2007, 204 p. - Éd. 19, 2007, 204 p.[3]